# Пробуждение (фильм, 1915)
«Пробуждение» (1915) — немой художественный фильм Петра Чардынина. Фильм вышел на экраны 31 октября 1915 года. Фильм не сохранился.

## Сюжет
Люба Хлынова, красивая юная жена богатого дельца, влюбляется в его секретаря Сергея. Но уйти от мужа не решается — ведь не только она, но и её старенькая мать зависит от богача Хлынова. «Он не поймёт... а уйти так - нет! Я слишком много пережила нищеты, я боюсь её», — говорит Люба Сергею.
С каждым днём Люба всё более привязывалась к Сергею и всё сильнее ненавидела мужа. Она предложила Сергею отравить её мужа. Сергей разочаровался в любимой женщине. Сергей решил убедиться, что Люба готова стать убийцей. Он просит ёё давать по очереди порошки, причём шестой из них смертелен для Хлынова. Сергей пытается убедить Любу опомниться и не подсыпать роковой шестой порошок. Но Люба решает довести дело до конца и подсыпает мужу роковой порошок. 
Сергей с презрением говорит Любе, что не давал ей яда и полагал, что она одумается. Люба признаётся мужу в попытке убийства, кается и молит о прощении. Любящий муж прощает её.   
В других источниках изложение сюжета выглядит так: «Любовная страсть доводит героиню до преступления».

## Прокат
Фильм пользовался большим успехом и долго не сходил с экранов.

## Отзывы
Среди реальных драм видное место занимает прекрасно поставленная и исполненная драма «Пробуждение» с В.В.Холодной в главной роли. В игре этой артистки заметно тонкое понимание условностей экрана, что вызывает даже со стороны самых строгих критиков кинематографических постановок из театральных журналов самые лестные отзывы.— «Синема», 1915, № 1, стр. 29

… скучающая жена, увлекающаяся красавцем <…> Удачен <…> один лишь финал <…> Игра В.Холодной не выше среднего; виноват, может быть, режиссёр, дающий мало передних планов, столь выигрышных для артистки, и очень коротенькие сценки.— «Проектор», 1915, № 3, стр. 14-16
Историк кино В. Вишневский назвал фильм «интересно задуманной психологической драмой».